# جيرهارد شتامب
جيرهارد شتامب (بالألمانية: Gerhard Stamp)‏ هو طيار ألماني، ولد في 3 يونيو 1920 في بامبرغ في ألمانيا، وتوفي في 21 مايو 1998 في Nassau, Rhineland-Palatinate ‏ في ألمانيا.